# Parlamentní volby v Maďarsku 1998

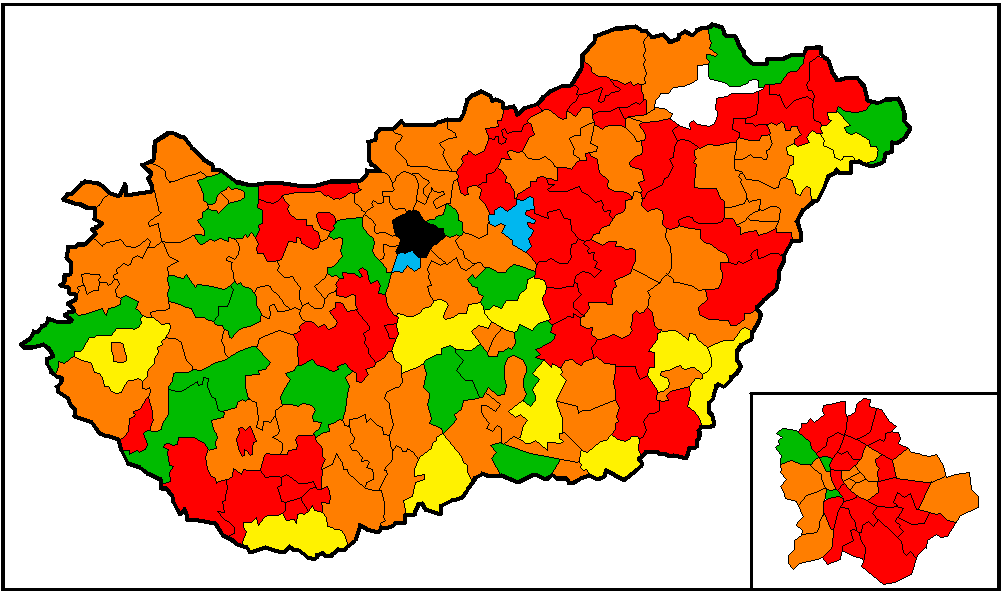
Výsledky voleb 1998:
Fidesz
MSZP
MDF
FKGP
SZDSZ

Parlamentní volby v Maďarsku 1998 byly třetí svobodné volby Maďarské republiky od pádu komunismu v roce 1989. První kolo voleb se konalo 10. května, druhé 24. května. 

## Historie
Po 4 letech vlády MSZP-SZDSZ dali voliči opět najevo zájem o pravicovou politiku a o zlepšení situace Maďarů žijících v zahraničí, a to především v rumunském Sedmihradsku, jejichž situace byla nejhorší. 
Nejsilnějším pravicovým kandidátem se stal Fidesz. Ten šel do voleb s programem, jenž obhajoval zájmy celého maďarského národa, včetně Maďarů žijících v zahraničí, požadoval ochranu maďarského jazyka a kultury, hájil význam církví pro soudržnost společnosti či trval na důsledném hájení národních zájmů při vyjednávání vstupu do Evropské unie.

### Volební účast
|        | 1. kolo    | 2. kolo    |
| ------ | ---------- | ---------- |
| Datum: | 10. květen | 24. květen |
| Účast: | 56,26%     | 57,01%     |

## Volební výsledky
V těchto volbách skončila MSZP, která ve předchozích volbách 1994 drtivě zvítězila, jako druhá za vítězným Fideszem, který získal 148 mandátů. Třetí nejsilnější stranou byla pravicová FKGP s 48 mandáty. Velký propad zaznamenal SZDSZ, díky své koalici s MSZP uzavřené před čtyřmi roky, který obsadil jen 24 mandátů. KDNP se do parlamentu již nedostala, naopak nováčkem se stala krajně pravicová strana MIÉP se ziskem 14 mandátů.
Vítěz voleb Fidesz-MPP uzavřel koalici s MDF a FKGP. Předsedou nově vzniklé vlády se stal Viktor Orbán, šéf vítězné strany Fidesz.

### Tabulka
| Strana                                    | Počet hlasů v číslech (I. kolo) | Počet hlasů v procentech (I. kolo) | Počet hlasů v číslech (II. kolo) | Počet hlasů v procentech (II. kolo) | Počet mandátů v číslech | Počet mandátů v procentech | Úloha v parlamentu |
| ----------------------------------------- | ------------------------------- | ---------------------------------- | -------------------------------- | ----------------------------------- | ----------------------- | -------------------------- | ------------------ |
| Magyar Szocialista Párt (MSZP)            | 1 445 909                       | 32,25 %                            | 192 640                          | 39,84 %                             | 134                     | 34,72 %                    | Opozice            |
| Fidesz – Magyar Polgári Párt (Fidesz-MPP) | 1 263 522                       | 28,18 %                            | 187 609                          | 38,80 %                             | 148                     | 38,34 %                    | Vláda              |
| Független Kisgazdapárt (FKGP)             | 617 740                         | 13,78 %                            | 52 714                           | 10,90 %                             | 48                      | 12,44 %                    | Vláda              |
| Szabad Demokraták Szövetsége (SZDSZ)      | 353 186                         | 7,88 %                             | 14 763                           | 3,05 %                              | 24                      | 6,22 %                     | Opozice            |
| Magyar Igazság és Élet Pártja (MIÉP)      | 248 825                         | 5,55 %                             | 19 707                           | 4,08 %                              | 14                      | 3,63 %                     | Opozice            |
| Munkáspárt (MP)                           | 183 064                         | 4,08 %                             | 10 861                           | 2,25 %                              | —                       | —                          | Mimo parlament     |
| Magyar Demokrata Fórum (MDF)              | 139 934                         | 3,12 %                             | —                                | —                                   | 171                     | 4,40 %1                    | Vláda1             |
| Kereszténydemokrata Néppárt (KDNP)        | 116 065                         | 2,59 %                             | 1 479                            | 0,31 %                              | —                       | —                          | Mimo parlament     |
| Fidesz-MDF                                | 587 054                         | 13,14 %                            | 954 794                          | 21,17 %                             | ?                       | Rozděleny mezi obě strany  | Vláda              |
| Nezávislí kandidáti (F)                   | 75 965                          | 1,70 %                             | 39 154                           | 0,87 %                              | 1                       | 0,26 %                     | Nezávislí          |
| Ostatní strany                            | 115 729                         | 2,57 %                             | 13 681                           | 1,08 %                              | —                       | —                          | Mimo parlament     |
| Celkem                                    | 4 536 254                       | 100 %                              | 489 216                          | 100 %                               | 386                     | 100 %                      | —                  |

1: MDF sice nepřeročilo 5% hranici nutnou pro vstup do parlamentu, ale získalo 17 křesel v rámci Fidesz.